# Iván Hochman
Iván Hochman (nacido el 16 de febrero de 1994) es un actor, director de cine, dramaturgo, escritor y docente argentino. Es principalmente reconocido por interpretar a Fito Páez en la serie de televisión biográfica de 2023 El amor después del amor, y por su trayectoria como actor de teatro.

## Biografía

### Primeros años y papeles teatrales
Nacido en 1994, es hijo de Gerardo Hochman, actor, director y acróbata, pionero e impulsor del circo contemporáneo en Argentina y Latinoamérica.
Iván Hochman cursó una Licenciatura en Artes de la Escritura en la Universidad Nacional de las Artes, y realizó estudios de actuación en la Escuela Metropolitana de Arte Dramático, graduándose en 2015. Tuvo la oportunidad de formarse con actores y docentes como César Brie, Nora Moseinco, Claudio Martínez Bel, Mauricio Kartun y Matías Feldman.
Como docente, impartió clases de teatro en la escuela de Nora Moseinco y en instituciones educativas de primaria y secundaria. Participó en las obras de César Brie El paraíso perdido, La Mansa y Karamazov, al igual que en Mishiadura bailable de Manuel Longueira y Chicos Chicos y Éxtasis de Martínez Bel. Incluso llegó a realizar giras por su país natal y por otros países de América Latina presentando algunas de estas obras.
En 2020, su crónica Las cartas del perdón fue publicada en la revista VICE, y el mismo año estrenó su primera novela, titulada Por qué te vas y publicada por la editorial independiente Milena Caserola. Como dramaturgo, en 2021 se consagró ganador del concurso Nuestro Teatro, organizado por el Teatro Nacional Cervantes, con su obra Decir te amo es un atentado.

### El amor después del amory actualidad
Tras figurar en un episodio del seriado web El fin del amor en 2022, ese mismo año fue elegido para interpretar al cantautor argentino Fito Páez en la serie El amor después del amor, estrenada en 2023 por la plataforma Netflix. En una entrevista brindada para el programa Nosotros a la mañana, Hochman relató que en preparación para el papel debió perder entre seis y siete kilos, y que tuvo reiteradas charlas con Páez para construir el personaje.

## Filmografía

### Televisión
| Año  | Título                   | Papel      | Notas                            |
| ---- | ------------------------ | ---------- | -------------------------------- |
| 2022 | El fin del amor          | Monaguillo | Episodio: «La vida es un plan B» |
| 2023 | El amor después del amor | Fito Páez  |                                  |

### Teatro
- Yo también me llamo Hokusai (actor)
- El paraíso perdido (director repositor, actor)
- Decir te amo es un atentado (dramaturgo, director)
- Breve enciclopedia sobre la amistad (curador, dramaturgista)
- Inducir el sueño (actor)
- Mishiadura bailable (actor)
- Karamazov (actor)
- Éxtasis (actor)
- La Mansa (actor)
- Chicos chicos (actor)

Fuente: